# Hegedűs Ágnes (színművész)
Hegedűs Ágnes, születési nevén Korn Éva (Budapest, 1929. március 6. – Budapest, 1973. augusztus 23.) Jászai Mari-díjas magyar színművésznő.

## Pályafutása
Hegedűs (Korn) Sándor (1901–1948) kereskedősegéd és Schimmel Karolina (1900–1971) lányaként született. Középiskolai tanulmányait a Pesti Izraelita Hitközség Leánygimnáziumában végezte, ahol 1947-ben kitüntetéssel tett érettségit. 1947–1951 között a Színház- és Filmművészeti Főiskola hallgatója volt. 1950-től játszott a Honvéd Színházban, 1951–1955 között a Magyar Néphadsereg Színháza, 1955-től a Nemzeti Színház tagja volt. Később játszott a debreceni Csokonai Színházban. 1959–1973 között a szolnoki Szigligeti Színház tagja volt, majd 1973-ban visszaszerződött a Nemzeti Színházba. 1973-ban súlyos, gyógyíthatatlan betegség következtében hunyt el.
Örkény István: Macskajáték című drámájának ősbemutatóján 1971-ben, a Szigligeti Színházban ő játszotta Orbánné szerepét (rendező: Székely Gábor). 
Férje Berényi Gábor rendező, színigazgató volt.
A Kozma utcai izraelita temetőben nyugszik.

## Fontosabb színházi szerepei
- Násztya (Gorkij: Éjjeli menedékhely)
- Angliai Erzsébet (Schiller: Stuart Mária)
- Reagan (Shakespeare: Lear király)
- Kurázsi mama (Brecht)
- Orbánné (Örkény István: Macskajáték)

## Filmjei
- Feje fölött holló (magyar tévéfilm, 1974)
- Az ember melegségre vágyik (magyar tévéfilm, 1973)
- Szerelem jutányos áron (magyar tévéjáték, 1972)

## Díjai, elismerései
- Jászai Mari-díj (1964)